# Indywidualne Mistrzostwa Danii na Żużlu 2002
Indywidualne Mistrzostwa Danii na Żużlu 2002 – cykl turniejów żużlowych, mających na celu wyłonienie najlepszych żużlowców w Danii w sezonie 2002. Tytuł zdobył, po raz pierwszy w karierze, Nicki Pedersen.

## Finał
- Outrup – 3 maja 2002

| Msc. | Zawodnik               | Klub         | Pkt |             | Uwagi              |
| ---- | ---------------------- | ------------ | --- | ----------- | ------------------ |
| 1    | Nicki Pedersen         | Brovst       | 13  | (2,3,3,3,2) |                    |
| 2    | Bjarne Pedersen        | Vojens       | 11  | (3,2,1,1,0) | I m. w 22. biegu   |
| 3    | Hans Andersen          | Brovst       | 11  | (1,2,3,3,2) | II m. w 22. biegu  |
| 4    | Charlie Gjedde         | Holsted      | 11  | (3,2,1,2,3) | III m. w 22. biegu |
| 5    | Ronni Pedersen         | Slangerup    | 10  | (3,2,0,2,3) | I m. w 21. biegu   |
| 6    | Niels Kristian Iversen | Holsted      | 10  | (3,3,2,0,2) | II m. w 21. biegu  |
| 7    | Jesper Bruun Jensen    | Holsted      | 10  | (1,3,2,3,1) | III m. w 21. biegu |
| 8    | Gert Handberg          | Brovst       | 7   | (0,1,3,3,0) |                    |
| 9    | Kenneth Bjerre         | Slangerup    | 7   | (2,1,2,2,0) |                    |
| 10   | Henning Bager          | Holsted      | 6   | (3,1,0,1,1) |                    |
| 11   | Claus Kristensen       | Kronejylland | 5   | (1,0,3,u,1) |                    |
| 12   | Brian Andersen         | Outrup       | 5   | (0,1,2,0,2) |                    |
| 13   | Steven Andersen        | Herning      | 5   | (2,w,1,1,1) |                    |
| 14   | Mads Korneliussen      | Slangerup    | 5   | (1,2,1,1,0) |                    |
| 15   | Tom Madsen             | Holsted      | 4   | (0,0,0,1,3) |                    |
| 16   | Mads Pedersen          | Slangerup    | 0   | (0,0,0,0,0) |                    |
|      | rez. Kristian Lund     | ns           |     |             |                    |
|      | rez. Ulrich Østergaard | ns           |     |             |                    |

## Bieg po biegu
1. Bager, S. Andersen, Kristensen, Madsen
2. R. Pedersen, N. Pedersen, Jensen, Petersen
3. B. Pedersen, Gjedde, Korneliussen, Handberg
4. Iversen, Bjerre, H. Andersen, B. Andersen
5. Iversen, Korneliussen, Bager, Petersen
6. Jensen, B. Pedersen, B. Andersen, S. Andersen (w)
7. Gjedde, R. Pedersen, Bjerre, Madsen,
8. N. Pedersen, H. Andersen, Handberg, Kristensen
9. H. Andersen, Jensen, Gjedde, Bager
10. Handberg, Bjerre, S. Andersen, Petersen
11. N. Pedersen, B. Andersen, Korneliussen, Madsen
12. Kristensen, Iversen, B. Pedersen, R. Pedersen
13. Handberg, R. Pedersen, Bager, B. Andersen
14. N. Pedersen, Gjedde, S. Andersen, Iversen
15. H. Andersen, B. Pedersen, Madsen, Petersen
16. Jensen, Bjerre, Korneliussen, Kristensen
17. B. Pedersen, N. Pedersen, Bager, Bjerre
18. R. Pedersen, H. Andersen, S. Andersen, Korneliussen
19. Madsen, Iversen, Jensen, Handberg
20. Gjedde, B. Andersen, Kristensen, Petersen
21. Bieg dodatkowy o miejsca 5–7: R. Pedersen, Iversen, Jensen
22. Bieg dodatkowy o miejsca 2–4: B. Pedersen, H. Andersen, Gjedde